# Дунец, Василий Васильевич
Василий Васильевич Дунец (1934—1982) — генерал-майор Советской Армии, участник Афганской войны.

## Биография

Могила Дунца на Лукьяновском военном кладбище Киева.

Василий Дунец родился 20 августа 1934 года.
К 1980 году полковник Василий Васильевич Дунец служил начальником разведывательного отдела 40-й армии — ограниченного контингента советских войск в Демократической Республике Афганистан. Под его руководством осуществлялись разведывательные операции на территории республики. Так, осенью 1980 года Дунец контролировал перекрытие путей отхода мятежникам из города Герата в направлении Ирана.
Вскоре Дунцу было присвоено воинское звание генерал-майора, он был назначен на должность начальника военной разведки Туркестанского военного округа. По долгу своей службы продолжал контролировать ситуацию в Афганистане, неоднократно выезжал в командировки в республику.
В 1982 году генерал-майор Василий Васильевич Дунец тяжело заболел вирусным гепатитом («желтухой»). Из-за поздно начатого лечения он скончался в военном госпитале через два дня после госпитализации. По версии его жены, генерал был умышленно отравлен.
Дунец был похоронен на Лукьяновском военном кладбище Киева. В памятные даты Афганской войны на могиле генерала собираются ветераны военной разведки, служившие под его началом.
Был награждён орденами Красной Звезды и «За службу Родине в Вооружённых Силах СССР» 3-й степени, а также рядом медалей.